# حزب پلنگ سیاه
حزب پلنگ سیاه (به انگلیسی: Black Panther Party) یک سازمان سوسیالیست آمریکایی بود که برای حقوق سیاه پوستان در آمریکا کار می‌کرد. حزب پلنگ سیاه یکی از بحث برانگیزترین گروه‌های سیاسی در دهه ۱۹۶۰ میلادی بود و توجه زیادی به برنامه‌های اجتماعی و دوره‌های دفاع از خود داشت.
حزب پلنگ سیاه (بی پی پی)، که در اصل «حزب پلنگ سیاه برای دفاع از خود: Black Panther Party for Self Defense» نام داشت، یک گروه سیاسی بود که توسط بابی سیل و هوی نیوتون در اکتبر ۱۹۶۶ پایه‌گذاری شد. حزب در آمریکا بین سالهای ۱۹۶۶ تا ۱۹۸۲ فعال بود، قسمت بین‌المللی در بریتانیا اوایل دهه هفتاد و در الجزایر بین سالهای ۱۹۶۹ تا ۱۹۷۲ فعالیت داشت. در سال ۱۹۷۰، زمانی که حزب در اوج قدرت بود، این سازمان دارای دفاتر در ۶۸ شهر و هزاران عضو بود. کار اصلی حزب شامل فعالیت‌های اجتماعی مثل خدمات پزشکی رایگان، غذا و مدارس برای کودکان و گشت‌های مسلحانه بود.
اعضای حزب پلنگ سیاه در دوره فعالیت در بسیاری از درگیری‌های مسلحانه با پلیس نقش داشتند.
پخش نامه‌های جعلی توسط اف‌بی‌آی منجر به درگیری‌های داخلی و از هم پاشیدگی سازمانی میان گروه‌های مختلف حزب شد. همچنین بدنام شدن رهبران و اعضای حزب توسط رسانه‌های جریان اصلی، اعتماد و حمایت مردمی را کاهش داد و سرانجام در ۱۹۸۲ به انحلال حزب انجامید.
اعضای مشهور از جمله ایلین براون، استوکلی کارمایکل، فرد همپتون، ایلدریج کلیور، کتلین کلویر، آنجلا دیویس، دیوید هیلارد، جورج جکسون، آساتا شاکور و افنی شکور (افنی شکور مادر توپاک شکور رپر نامدار آمریکایی هست) بودند.

## تأسیس

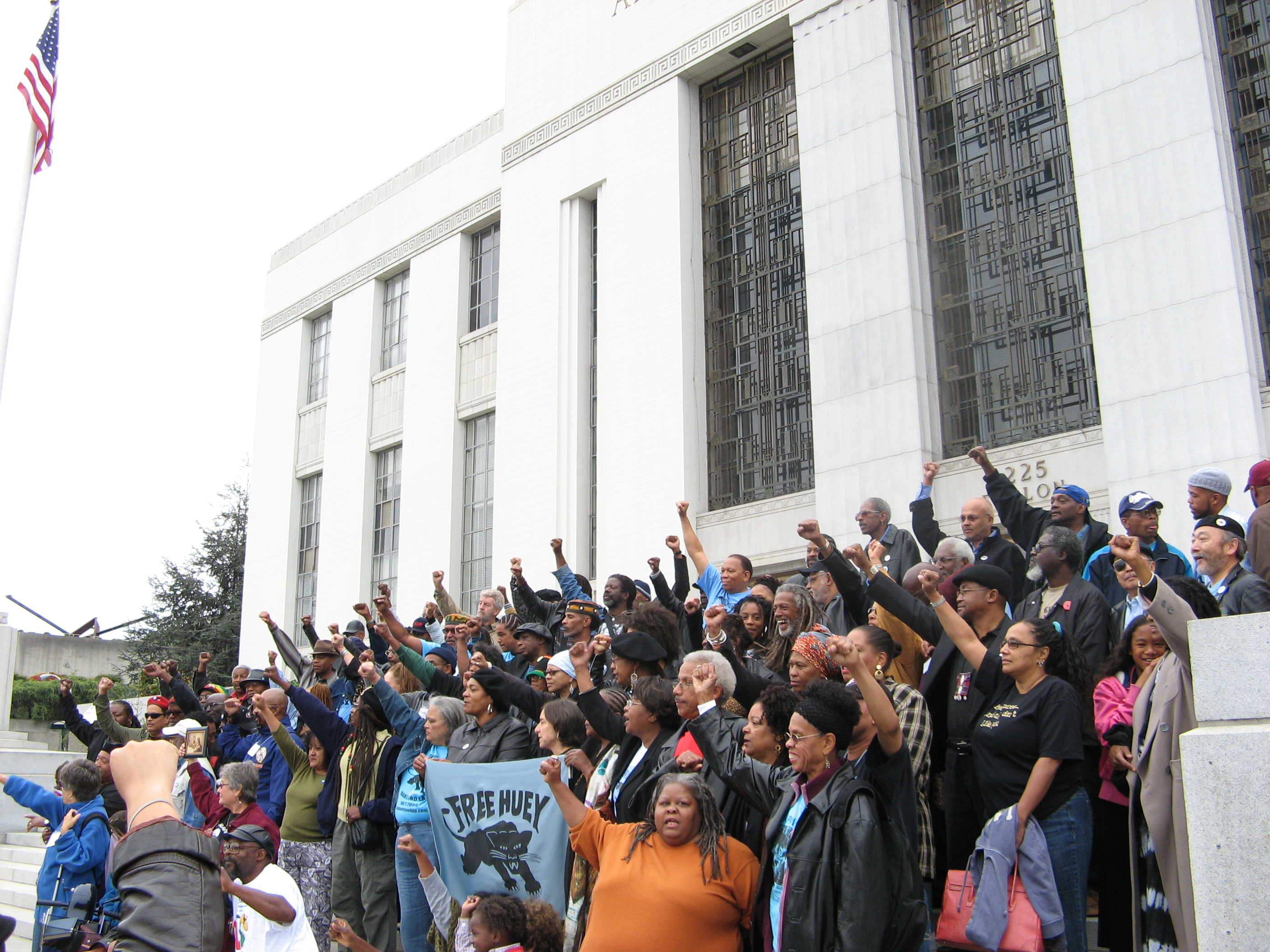
چهلمین دیدار مجدد حزب پلنگ سیاه در اوکلند، کالیفرنیا، ۲۰۰۶

علیرغم قانون مدنی دهه ۶۰ در دادگاه عالی ایالات متحده که تفکیک و تبعیض نژادی در مدارس را غیرقانونی اعلام کرد، آفریقایی- آمریکایی‌هایی که در شهرهای شمالی آمریکا زندگی می‌کردند، همچنان از نابرابری‌های اقتصادی و اجتماعی رنج می‌بردند. فقر و کاهش خدمات عمومی منجر به شرایط بد زندگی، بیکاری، مشکلات بهداشتی مزمن و خشونت می‌شد. این مشکلات منجر به شورش در شهرها شد و پلیس شروع به استفاده از خشونت کرد تا شهرها را آرام کند. تمام این مشکلات و قتل مالکوم ایکس، باعث شد تا هیو نیوتن و بابی سیل «حزب پلنگ سیاه برای دفاع از خود» را در اکتبر سال ۱۹۶۶ در اوکلند، کالیفرنیا را تأسیس کنند. آنها آرم خود را که به شکل پلنگ سیاه است را از سازمان آزادی شهر لندز (LCFO) در آلاباما گرفتند و لباس متحدالشکل شامل پیراهن آبی، شلوار سیاه، کت چرمی سیاه و کلاه سیاه را برای حزب انتخاب کردند. اولین کسی که به عضویت حزب درآمد، بابی هاتون بود که نقش خزانه دار را به عهده داشت. او در سال ۱۹۶۸ توسط پلیس به قتل رسید.

## فعالیت‌ها
پلنگ‌های سیاه یکی از سازمان‌های متعددی بود که برای حقوق سیاه پوستان در ایالات متحده مبارزه می‌کرد.
رویکرد سوسیالیستی پلنگ‌های سیاه به مسائل اجتماعی و تفکر انقلابی شان آنها را از سازمان‌های دیگر متمایز می‌کرد. کمتر از یک سال بعد از تأسیس، پلنگ‌های سیاه یک برنامه ۱۰ موردی از خواسته‌هایشان را به عنوان مانیفست تهیه کردند:
- ما آزادی می‌خواهیم، ما قدرت سیاسی برای تعیین سرنوشت سیاهان در آمریکا را می‌خواهیم.
- ما اشتغال برای مردم مان می‌خواهیم.
- ما خواستار توقف دزدی سرمایه داران از سیاهان هستیم.
- ما خواستار مسکن مناسب برای زندگی در شأن انسان هستیم.
- ما خواستار آموزش برای مردم مان هستیم، آموزشی که ماهیت واقعی جامعه آمریکا را به ما نشان دهد. آموزشی که تاریخ واقعی ما سیاه پوستان و نقش ما در جامعه امروز رابه ما یاد دهد.
- ما خواهان معافیت مردان سیاه‌پوست از خدمت سربازی هستیم.
(پلنگ‌های سیاه نمی‌خواستند در کشتار مردم در کشورهای دیگر سهیم باشند، معتقد بودند آنها نیز مانند سیاه پوستان قربانی سیاستمداران نژادپرست آمریکایی هستند)
- ما خواستار پایان فوری خشونت پلیس و قتل سیاهپوستان در آمریکا هستیم.
- ما خواهان آزادی همهٔ سیاه پوستان آمریکایی از زندان‌های فدرالی، ایالت‌ها و شهرها هستیم.
(آنها معتقد بودند سیاه پوستان قطعاً از محاکمه عادلانه محروم بوده‌اند)
- ما خواهان محاکمه منصفانه برای سیاه پوستان هستیم، بر اساس قانون اساسی، هر کسی حق دارد توسط گروهی از هم نوعانش* در هیئت منصفه قضاوت شود.
* ترجمهٔ peer group به معنای کسی با موقعیت اقتصادی، اجتماعی، مذهبی، جغرافیایی، محیطی، تاریخی و نژادی مشابه. پلنگ‌های سیاه معتقد بودند هیئت منصفه متشکل از فقط سفیدپوستان برای دادرسی سیاهان ناعادلانه است.
- ما خواهان زمین، نان، خانه، آموزش، پوشاک، عدالت و صلح هستیم.
هنگامی که هیو پرسی نیوتن، که یکی از بنیانگذاران این سازمان بود، در اکتبر سال ۱۹۶۷ برای قتل یک پلیس سفیدپوست دستگیر شد، مردم کمپینی را به نام «آزادی هیو» آغاز کردند. با این حال، هیو تا چند سال بعد آزاد نشد.
با گذشت زمان حزب پلنگ‌های سیاه بزرگ‌تر شد و دفترهای حزب در اکثر شهرهای بزرگ ایالات متحده شروع به کار کردند. تعداد برآورد شده اعضای رسمی حزب ۵۰۰۰ نفر است، به علاوه هواداران زیادی که در سرتاسر کشور داشتند. آنها الهام بخشی بسیاری از سازمان‌ها در سراسر ایالات متحده و سایر کشورها تا به امروز بوده‌اند؛ نه تنها در بین جمعیت سیاه پوستان بلکه در میان اسپانیایی‌ها، آسیایی‌ها، سفید پوستان و در میان سالمندان (حرکتی تشکیل شده بود به نام «پلنگ‌های خاکستری» در آمریکا و در آلمان که از حقوق سالمندان دفاع می‌کرد)؛ از جمله در ژاپن، آلمان، فرانسه، انگلستان، آفریقای جنوبی، اسرائیل و سوئد.
حزب پلنگ سیاه با الهام از «کتاب قرمز کوچک» مائو بیش از ۳۵ برنامه «کمک برای نجات مردم» را آغاز کرد که همه آنها توسط اعضای سازمان اداره می‌شد. آنها چندین کلینیک پزشکی راه اندازی کردند که در آنها مردم خدمات درمانی رایگان دریافت می‌کردند. افرادی که سوء مصرف مواد مخدر یا الکل داشتند، توانبخشی برای ترک در اختیار آنها قرار می‌گرفت. برنامه «صبحانه رایگان برای بچه‌ها» که هر روز بین بچه‌های مدرسه صبحانه رایگان توزیع می‌شد. پس از گذشت مدت کمی از اجرای این برنامه صدها و هزاران کودک در این برنامه شرکت کردند. موفقیت این برنامه در واقع نشان دهندهٔ ناتوانی دولت در پرداختن و حل مسئله فقر و گرسنگی در بین کودکان بود.
نابودی سازمان پلنگ‌ها ی سیاه یکی از اهداف پروژه "COINTELPRO" بود - مجموعه ای از پروژه‌های مخفی و غالباً غیرقانونی که با هدف تقسیم چپ سیاسی انجام می‌شد. رئیس اف‌بی‌آی، حزب پلنگ‌های سیاه را "بزرگ‌ترین خطر برای امنیت داخلی" آمریکا خواند و برنامه جاسوسی گسترده‌ای از جمله شنود، نفوذ، شهادت دروغ و آزار و اذیت توسط پلیس و تاکتیک‌های بیشمار دیگر برای بی‌ارزش کردن رهبران، متهم کردن اعضا و خدشه دار کردن و مجرم جلوه دادن حزب و از بین بردن منابع و نیروی انسانی را مدیریت کرد. یکی از روش‌های دیگر، متهم به قتل کردن اعضای حزب بود.
۱۹۷۱–۱۹۷۴ بسیاری از اعضای پلنگ‌های سیاه به روش‌های مختلف از طریق فرار، زندانی شدن یا قتل یا تهدید از حضور در سازمان حذف شدند. اما این سازمان در طول آن دوره با کمک حامیانش موفق به رای دادن به لیونل ویلسون به عنوان شهردار اوکلند در کالیفرنیا شد.